# Burzyk równikowy
Burzyk równikowy (Puffinus lherminieri) – gatunek średniej wielkości ptaka morskiego z rodziny burzykowatych (Procellariidae). Występuje w zachodniej części Atlantyku. Czasem spotykany w dużych stadach. Szybki, aktywny lot przerywany krótkim szybowaniem.

## Systematyka
Systematyka tego gatunku jest kwestią sporną. W starszych ujęciach systematycznych do P. lherminieri zaliczano kilka taksonów wyodrębnionych później do trzech osobnych gatunków: burzyk tropikalny (P. bailloni), burzyk galapagoski (P. subalaris) i burzyk boniński (P. bannermani). Np. autorzy Handbook of the Birds of the World wyróżniali łącznie 10 podgatunków.
Międzynarodowy Komitet Ornitologiczny (IOC) oraz serwis Birds of the World wyróżniają obecnie tylko dwa podgatunki P. lherminieri:
- P. l. lherminieri R. Lesson, 1839 – Indie Zachodnie, Bahamy, dawniej także Bermudy[4]
- P. l. loyemilleri Wetmore, 1959 – wysepki u wybrzeży Panamy na południowo-zachodnim Morzu Karaibskim

Międzynarodowa Unia Ochrony Przyrody (IUCN) do P. lherminieri wlicza też dwa taksony, które z kolei wcześniej klasyfikowane były jako podgatunki burzyka małego (P. assimilis): burzyka malutkiego (P. baroli) oraz burzyka brązoworzytnego (P. boydi). Gniazdują one od Azorów po Wyspy Kanaryjskie i na Wyspach Zielonego Przylądka. Inni autorzy klasyfikują je obecnie jako osobne gatunki.

## Zasięg, środowisko
Tropikalne i subtropikalne wody zachodniej części Atlantyku, głównie w rejonie Karaibów. Gniazduje na wyspach Indii Zachodnich, Bahamów i na wysepkach u karaibskich wybrzeży Panamy. Wędruje na wschodnie wybrzeża USA i nad Zatokę Meksykańską.

## Morfologia

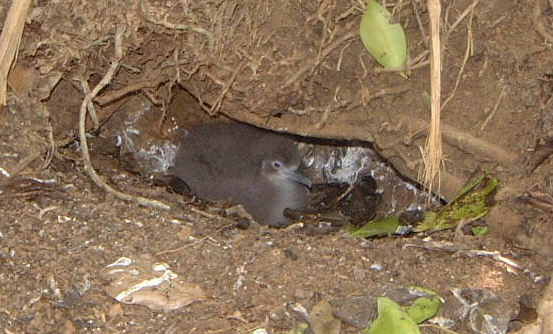
Pisklę burzyka równikowego

WyglądSzerokie skrzydła. Dziób ciemny, nogi różowe. Wierzch ciała, ogon i podogonie brązowe. Reszta spodu ciała biała, z brązową barwą schodzącą z wierzchu głowy na boki piersi. Spód skrzydeł szeroko, brązowo obrzeżony, z białą plamą pośrodku – niekiedy bardzo małą.
RozmiaryDługość ciała 27,0–36,2 cm, rozpiętość skrzydeł 64–74 cm; masa ciała 138–290 g.

## Status
IUCN uznaje burzyka równikowego za gatunek najmniejszej troski (LC – Least Concern).